# Farbfilme der Warner Bros. in WarnerColor
Die Liste der Farbfilme der Warner Bros. in WarnerColor führt alle abendfüllenden Spielfilme der US-amerikanischen Filmproduktionsgesellschaft Warner Bros. auf, deren 
Farbaufnahmen auf Eastman Color von Eastman entstanden und unter der Bezeichnung WarnerColor liefen.

## Filmliste
- 1952: Der König der Wildnis (The Lion and the Horse)
- 1952: Sabotage (Carson City)
- 1952: Die Heilige von Fatima (The Miracle of Our Lady of Fatima)
- 1952: Gegenspionage (Springfield Rifle)
- 1952: Gauner mit weißer Weste (Stop, You’re Killing Me)
- 1953: Zurück am Broadway (She’s Back on Broadway)
- 1953: Der brennende Pfeil (The Charge at Feather River)
- 1953: Donnernde Hufe (Thunder Over the Plains)
- 1954: Die siebente Nacht (The Command)
- 1954: Der Sheriff ohne Colt (The Boy from Oklahoma)
- 1954: Der Würger von Paris (Phantom of the Rue Morgue)
- 1954: Dieser Mann weiß zuviel (Riding Shotgun)
- 1954: Das blonde Glück (Lucky Me)
- 1954: Bei Anruf Mord (Dial M for Murder)
- 1954: Der Talisman (King Richard and the Crusaders)
- 1955: Urlaub bis zum Wecken (Battle Cry)
- 1955: Jenseits von Eden (East of Eden)
- 1955: Aus dem Leben einer Ärztin (Strange Lady in Town)
- 1955: Der Seefuchs (The Sea Chase)
- 1955: Der Teufel im Sattel (Tall Man Riding)
- 1955: Wolkenstürmer (The McConnell Story)
- 1955: … denn sie wissen nicht, was sie tun (Rebel Without a Cause)
- 1955: Gegen alle Gewalten (I Died a Thousand Times)
- 1956: Die schöne Helena (Helen of Troy)
- 1956: Serenade
- 1956: Geheime Fracht (Santiago)
- 1956: Horizont in Flammen (The Burning Hills)
- 1957: Deep Adventure
- 1957: Weint um die Verdammten (Band of Angels)
- 1957: Picknick im Pyjama (The Pajama Game)
- 1957: Bomber B-52 (Bombers B-52)
- 1958: Menschenjagd im Dschungel (Manhunt in the Jungle)
- 1959: Messer an der Kehle (Westbound)